# 152-mm-Haubitze M1938 (M-10)

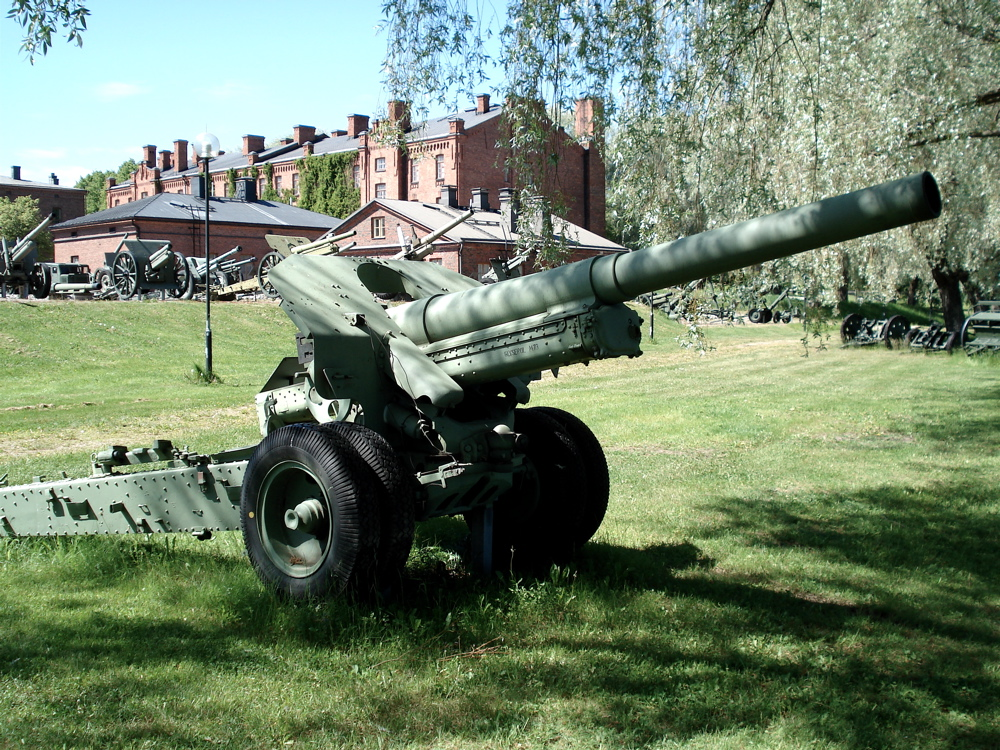
152-mm-Haubitze M1938 (M-10)

Die 152-mm-Haubitze M1938 (M-10) (russisch 152-мм гаубица обр. 1938 г. (М-10)) ist eine sowjetische schwere Feldhaubitze mit einem Kaliber von 152,4 mm, die während des Zweiten Weltkriegs verwendet wurde und von Russland im russischen Angriffskrieg gegen die Ukraine eingesetzt wird. Sie wurde im Jahr 1937 konstruiert, der verantwortliche Chefkonstrukteur war F. F. Petrow. Insgesamt wurden 1522 Exemplare hergestellt. 152-mm-Haubitze M1938 (ursprünglich 152-mm-Divisionhaubitze M1938) war eine Bezeichnung der Roten Armee, M-10 eine andere, gleichwertige Bezeichnung des Herstellers, Permski Sawod No. 172 (Perm-Werke Nr. 172).

## Technische Daten
| 152-mm-Haubitze M1938                    |                                                                                  |
| Allgemeine Eigenschaften                 |                                                                                  |
| Klassifikation                           | ursprünglich schwere Divisionshaubitze, später schwere Korpshaubitze             |
| Chefkonstrukteur                         | Fjodor Fjodorowitsch Petrow                                                      |
| Bezeichnung des Herstellers              | M-10 (russ. М-10)                                                                |
| Hersteller                               | Permski Sawod No. 172 (Perm-Werke Nr. 172, russ. Пермский завод №172)            |
| Gewicht in Feuerstellung                 | 4150 kg                                                                          |
| Gewicht in Fahrstellung                  | 4500 kg                                                                          |
| Mannschaft                               | 10 Mann (Geschützführer, zwei Richtschützen, sieben Lade- und Munitionsschützen) |
| Baujahre                                 | 1939–1941                                                                        |
| Stückzahl                                | 1522                                                                             |
| Rohr                                     |                                                                                  |
| Kaliber                                  | 152,4 mm                                                                         |
| Rohrlänge                                | 3700 mm (L/24,3)                                                                 |
| Rohrlänge (gezogener Lauf)               | 3527 mm (L/23,1)                                                                 |
| Höhe der Schusslinie                     | 1300 mm                                                                          |
| Feuerdaten                               |                                                                                  |
| Höhenrichtbereich                        | −1° bis +65°                                                                     |
| Seitenrichtbereich                       | 50°                                                                              |
| Höchstschussweite                        | 12.400 m                                                                         |
| Feuerrate                                | 3–4 Schuss/min                                                                   |
| Beweglichkeit                            |                                                                                  |
| Bodenfreiheit                            | 305 mm                                                                           |
| Höchstgeschwindigkeit im Fahrzeugschlepp | 35 km/h                                                                          |

## Varianten
Die Haubitze wurde mit verkürztem Lauf auch auf den Panzern KW-2 eingesetzt.

## 15,2-cm-schwere Feldhaubitze 443 (r)
Alle M 1938 und die dazugehörige Munition, die während des deutschen Angriffs auf die Sowjetunion durch die Wehrmacht erbeutet werden konnten, wurden auf deutscher Seite unter der Fremdgerätenummer 15,2-cm-schwere Feldhaubitze 443(r) (r für russisch) eingesetzt.